# Emmy Clarke
Emmy Clarke, właśc. Mary Elizabeth Clarke  (ur. 25 września 1991 w Mineola, Nowy Jork) – amerykańska aktorka, występowała w roli Julie Teeger w serialu kryminalno-komediowym Detektyw Monk i roli Aimee w filmie Mój dom w Umbrii (za którą dostała w roku 2004 nagrodę).
Ma siostrę Bridget (młodsza) i brata Patricka (starszy). Studiowała balet przez 10 lat